# Meseta Lago-Naki

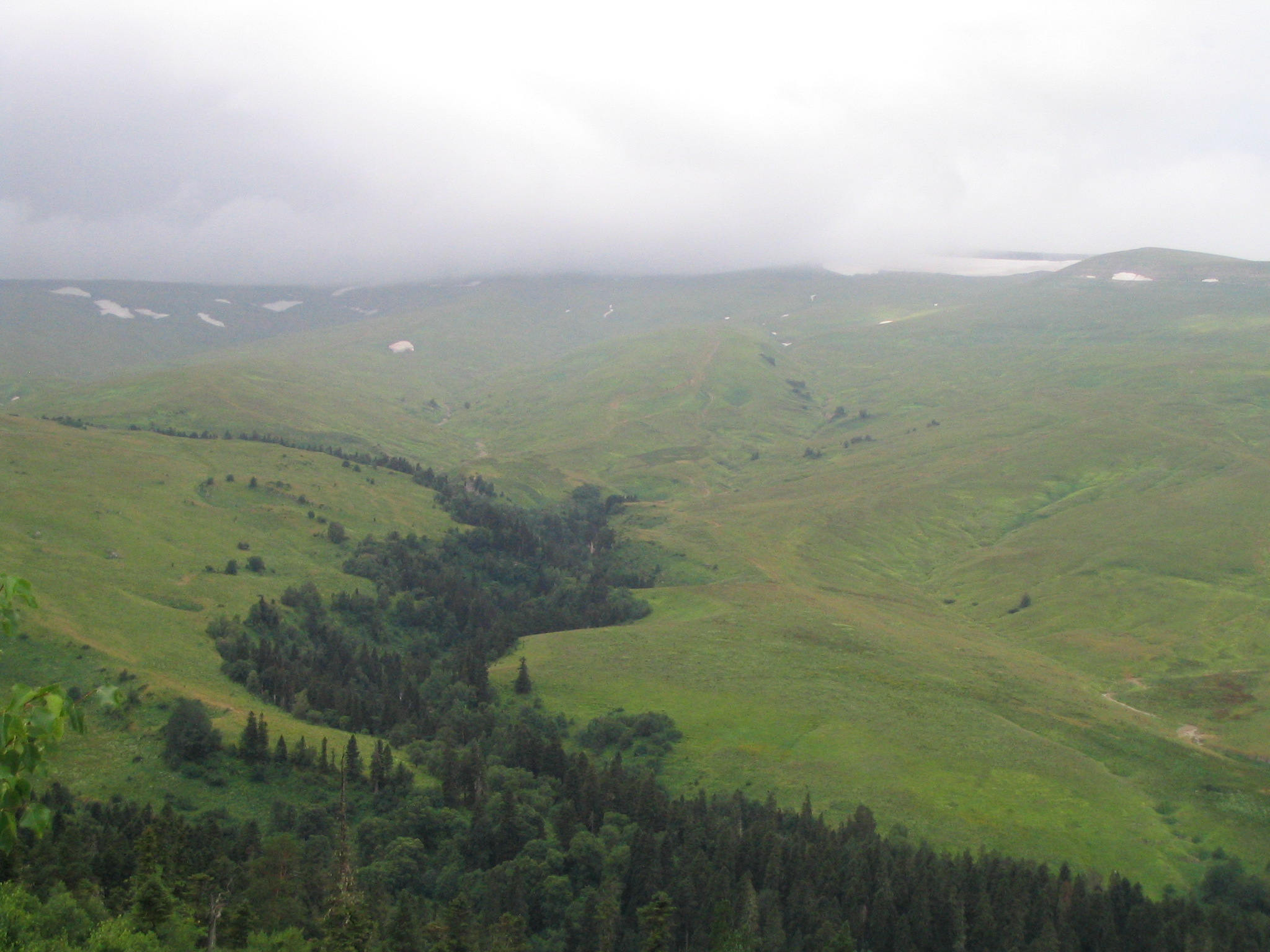
Meseta Lago-Naki, con el monte Abadzesh al fondo, entre la niebla.

La meseta Lago-Naki (en ruso: Лаго-Наки es una meseta situada en el Cáucaso occidental de Rusia. Tiene una altura de 2.200 m (promedio de 2.000 m) y está dominada por un paisaje de prados alpinos. La mayor parte de la meseta pertenece administrativamente al raión de Maikop de la república de Adiguesia, aunque una parte de la sección septentrional pertenece al raión de Apsheronsk del krai de Krasnodar y la sección al sur del monte Fisht pertenece al raión de Josta de la ciudad de Sochi, en el krai de Krasnodar.
Está situada entre la cordillera Kamennoye More al sudeste y el monte Abadzesh, al sudoeste. 
Se desarrollan en la meseta procesos kársticos, que forman cuevas, como las de Bolshaya Azishskaya (Большая Азишская) y Málaya Azishskaya (Малая Азишская).

## Ríos
En Lago-Naki tiene su fuente el río Kurdzhips. 

## Flora
Crece en la meseta el rododendro caucásico, el enebro, el ranúnculo, el nomeolvides, la valeriana y el tomillo.

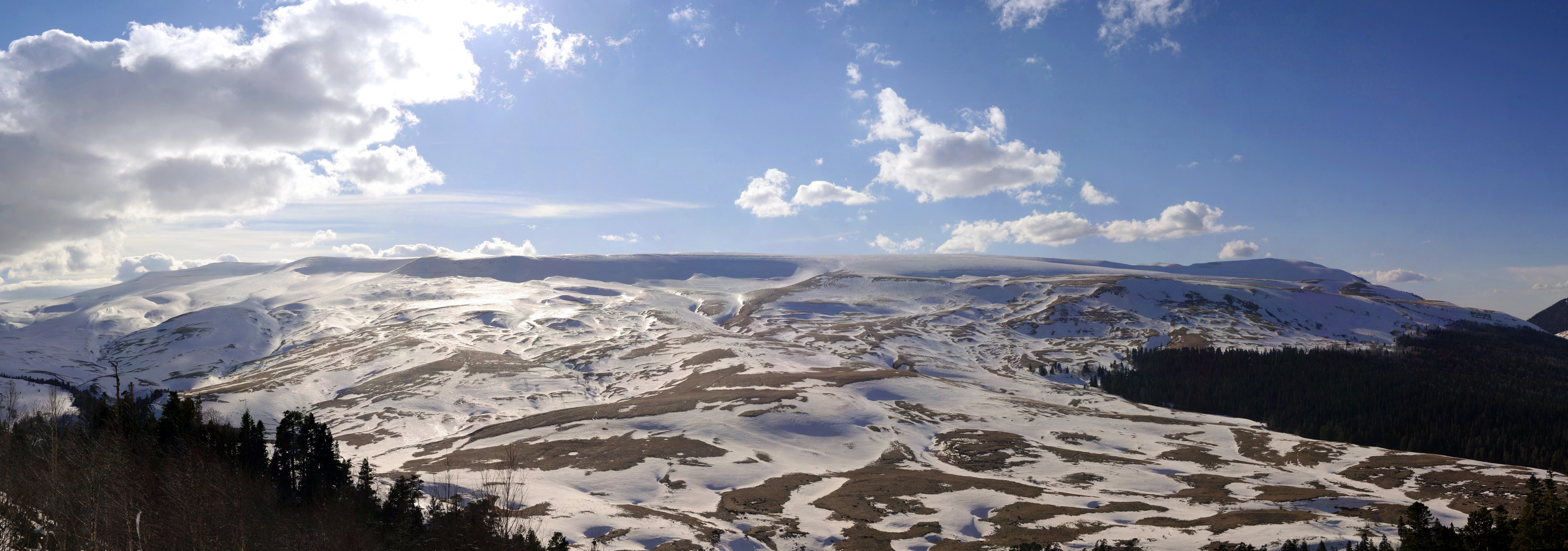
Panorama de la meseta en invierno.